# Lijst van grootste metropolen in Europa
Deze lijst bevat de grootste steden (metropolen of agglomeraties) in Europa met meer dan 1.000.000 inwoners. Het land, het geschat aantal inwoners per 1 januari 2025, en eventueel de naam van de agglomeratie en grote bijhorende steden staan erbij.
| Metropool gebiedsnaam  | Land                | Bevolking 2024 | Opmerkingen                                                 |
| ---------------------- | ------------------- | -------------- | ----------------------------------------------------------- |
| Moskou                 | Rusland             | 18.800.000     | incl. Balasjicha, Chimki en Podolsk                         |
| Istanboel              | Turkije             | 16.000.000     | incl. Gebze                                                 |
| Londen                 | Verenigd Koninkrijk | 15.100.000     | incl. Reading, Southend-on-Sea en Watford                   |
| Parijs                 | Frankrijk           | 11.500.000     | incl. Saint Denis, Versailles en Évry                       |
| Rijn-Ruhrgebied        | Duitsland           | 10.900.000     | incl. Bonn, Dortmund, Duisburg, Dusseldorf, Essen en Keulen |
| Madrid                 | Spanje              | 6.700.000      | incl. Getafe en Parla                                       |
| Sint-Petersburg        | Rusland             | 6.350.000      |                                                             |
| Milaan                 | Italië              | 6.150.000      | incl. Bergamo, Como en Monza                                |
| Manchester - Liverpool | Verenigd Koninkrijk | 6.100.000      |                                                             |
| Barcelona              | Spanje              | 4.875.000      | incl. Terrassa en Sabadell                                  |
| Berlijn                | Duitsland           | 4.700.000      | incl. Potsdam                                               |
| Napels                 | Italië              | 4.050.000      | incl. Caserta                                               |
| Birmingham             | Verenigd Koninkrijk | 3.975.000      | incl. Coventry                                              |
| Bakoe                  | Azerbeidzjan        | 3.750.000      | inc. Sumqayıt                                               |
| Athene                 | Griekenland         | 3.575.000      | incl. Piraeus                                               |
| Kiev                   | Oekraïne            | 3.475.000      |                                                             |
| Rotterdam - Den Haag   | Nederland           | 3.450.000      | Randstad-Zuid                                               |
| Rome                   | Italië              | 3.425.000      |                                                             |
| Frankfurt am Main      | Duitsland           | 3.225.000      | incl. Wiesbaden, Mainz en Darmstadt                         |
| Hamburg                | Duitsland           | 2.900.000      |                                                             |
| Brussel                | België              | 2.800.000      | incl. Halle-Vilvoorde en Leuven                             |
| Amsterdam              | Nederland           | 2.575.000      | Randstad-Noord                                              |
| Boedapest              | Hongarije           | 2.525.000      | midden Hongarije (incl. comitaat Pest)                      |
| Lissabon               | Portugal            | 2.500.000      |                                                             |
| Warschau               | Polen               | 2.475.000      |                                                             |
| Wenen                  | Oostenrijk          | 2.375.000      |                                                             |
| Stockholm              | Zweden              | 2.325.000      |                                                             |
| München                | Duitsland           | 2.300.000      |                                                             |
| Stuttgart              | Duitsland           | 2.300.000      |                                                             |
| Boekarest              | Roemenië            | 2.225.000      |                                                             |
| Katowice               | Polen               | 2.175.000      | incl. Dąbrowa Górnicza, Gliwice en Tychy                    |
| Leeds                  | Verenigd Koninkrijk | 2.175.000      | incl. Bradford en Huddersfield                              |
| Minsk                  | Wit-Rusland         | 2.100.000      |                                                             |
| Lyon                   | Frankrijk           | 2.050.000      |                                                             |
| Valencia               | Spanje              | 1.940.000      |                                                             |
| Kopenhagen             | Denemarken          | 1.800.000      |                                                             |
| Glasgow                | Verenigd Koninkrijk | 1.710.000      |                                                             |
| Marseille              | Frankrijk           | 1.710.000      | incl. Aix-en-Provence                                       |
| Nizjni Novgorod        | Rusland             | 1.620.000      |                                                             |
| Turijn                 | Italië              | 1.590.000      |                                                             |
| Charkiv                | Oekraïne            | 1.580.009      |                                                             |
| Helsinki               | Finland             | 1.560.000      | incl. Espoo en Vantaa                                       |
| Kazan                  | Rusland             | 1.560.000      |                                                             |
| Dublin                 | Ierland             | 1.550.000      |                                                             |
| Mannheim               | Duitsland           | 1.550.000      | incl. Ludwigshafen am Rhein en Heidelberg                   |
| Porto                  | Portugal            | 1.550.000      | incl. Vila Nova de Gaia                                     |
| Jerevan                | Armenië             | 1.520.000      |                                                             |
| Zürich                 | Zwitserland         | 1.520.000      | incl. Winterthur                                            |
| Newcastle upon Tyne    | Verenigd Koninkrijk | 1.470.000      | incl. Sunderland                                            |
| Praag                  | Tsjechië            | 1.470.000      |                                                             |
| Sheffield              | Verenigd Koninkrijk | 1.470.000      |                                                             |
| Belgrado               | Servië              | 1.430.000      |                                                             |
| Tbilisi                | Georgië             | 1.430.000      |                                                             |
| Donetsk                | Oekraïne            | 1.390.000      |                                                             |
| Nottingham             | Verenigd Koninkrijk | 1.390.000      | incl. Derby                                                 |
| Rostov aan de Don      | Rusland             | 1.390.000      |                                                             |
| Krasnodar              | Rusland             | 1.370.000      |                                                             |
| Samara                 | Rusland             | 1.350.000      |                                                             |
| Dnipro                 | Oekraïne            | 1.320.000      |                                                             |
| Lille (Rijsel)         | Frankrijk           | 1.320.000      | incl. Roubaix en Kortrijk (Belgie)                          |
| Sevilla                | Spanje              | 1.300.000      | incl. Dos Hermanas                                          |
| Antwerpen              | België              | 1.270.000      |                                                             |
| Oslo                   | Noorwegen           | 1.270.000      |                                                             |
| Sofia                  | Bulgarije           | 1.260.000      |                                                             |
| Oefa                   | Rusland             | 1.230.000      |                                                             |
| Saratov                | Rusland             | 1.170.000      |                                                             |
| Southampton            | Verenigd Koninkrijk | 1.170.000      | incl. Portsmouth                                            |
| Bordeaux               | Frankrijk           | 1.160.000      |                                                             |
| Toulouse               | Frankrijk           | 1.150.000      |                                                             |
| Voronezj               | Rusland             | 1.130.000      |                                                             |
| Neurenberg             | Duitsland           | 1.120.000      | incl. Erlangen en Fürth                                     |
| Malaga                 | Spanje              | 1.100.000      | incl. Marbella                                              |
| Hannover               | Duitsland           | 1.090.000      | incl. Hildesheim                                            |
| Odessa                 | Oekraïne            | 1.090.000      |                                                             |
| Bielefeld              | Duitsland           | 1.080.000      | incl. Gütersloh en Herford                                  |
| Leipzig                | Duitsland           | 1.080.000      | incl. Halle                                                 |
| Wolgograd              | Rusland             | 1.080.000      |                                                             |
| Perm                   | Rusland             | 1.070.000      |                                                             |
| Aken                   | Duitsland           | 1.000.000      | incl. Heerlen (Nederland)                                   |